# DreamWorks Animation
DreamWorks Animation LLC (DWA; también conocido como DreamWorks Animation Studios o simplemente DreamWorks) es un estudio de animación estadounidense filial de Universal Pictures, una subsidaria de NBCUniversal, propiedad de Comcast.
Se formó originalmente como una división de DreamWorks Pictures en 1990 con miembros provenientes de la rama de animación de Amblin Entertainment, Amblimation, y se escindió de DreamWorks Pictures para convertirse en una empresa independiente en 2000. DreamWorks Animation mantiene su sede en Glendale, California, así como también posee estudios en la India y China. El 22 de agosto de 2012, NBCUniversal adquirió DreamWorks Animation por $3.8 mil millones, convirtiéndose en una división de Universal Filmed Entertainment Group así como una propiedad total de Comcast. Originalmente, el estudio realizó algunas películas de animación tradicional, así como tres coproducciones de stop-motion con Aardman Animations, sin embargo, a partir de 2000 y desde entonces, se centró exclusivamente en la animación por ordenador. Sin embargo, en 2018, la presidenta Margie Cohn declaró que el estudio está abierto a la animación tradicional.
El estudio ha estrenado un total de 50 largometrajes en cines, y entre estos se encuentran varias de las películas de animación más taquilleras de todos los tiempos, siendo Shrek 2 (2004) la más taquillera en el momento de su estreno. Su primera película, Antz, se estrenó el 2 de octubre de 1998, y su última película, Como Entrenar A Tu Dragon, se estrenó el 13 de junio de 2025.
Sus producciones, como The Prince of Egypt, Wallace & Gromit: The Curse of the Were-Rabbit y las franquicias Shrek, Madagascar, Kung Fu Panda, How to Train Your Dragon y Trolls, han recibido diversos galardones, entre ellos tres premios de la Academia, 41 premios Emmy, numerosos premios Annie y múltiples nominaciones a los Globos de Oro y los BAFTA. Las películas producidas por DreamWorks Animation fueron distribuidas originalmente por DreamWorks Pictures desde 1998 hasta 2005. Paramount Pictures distribuyó sus estrenos de 2006 a 2012, y 20th Century Fox hizo lo mismo de 2013 a 2018. La mayoría de las películas de DWA a partir de 2019 se han estrenado a través de Universal Pictures, que también posee la mayoría de los derechos de su catálogo anterior, exceptuando las películas distribuidas de Paramount Pictures.

## Historia

### Era de DreamWorks SKG (1994-2004)

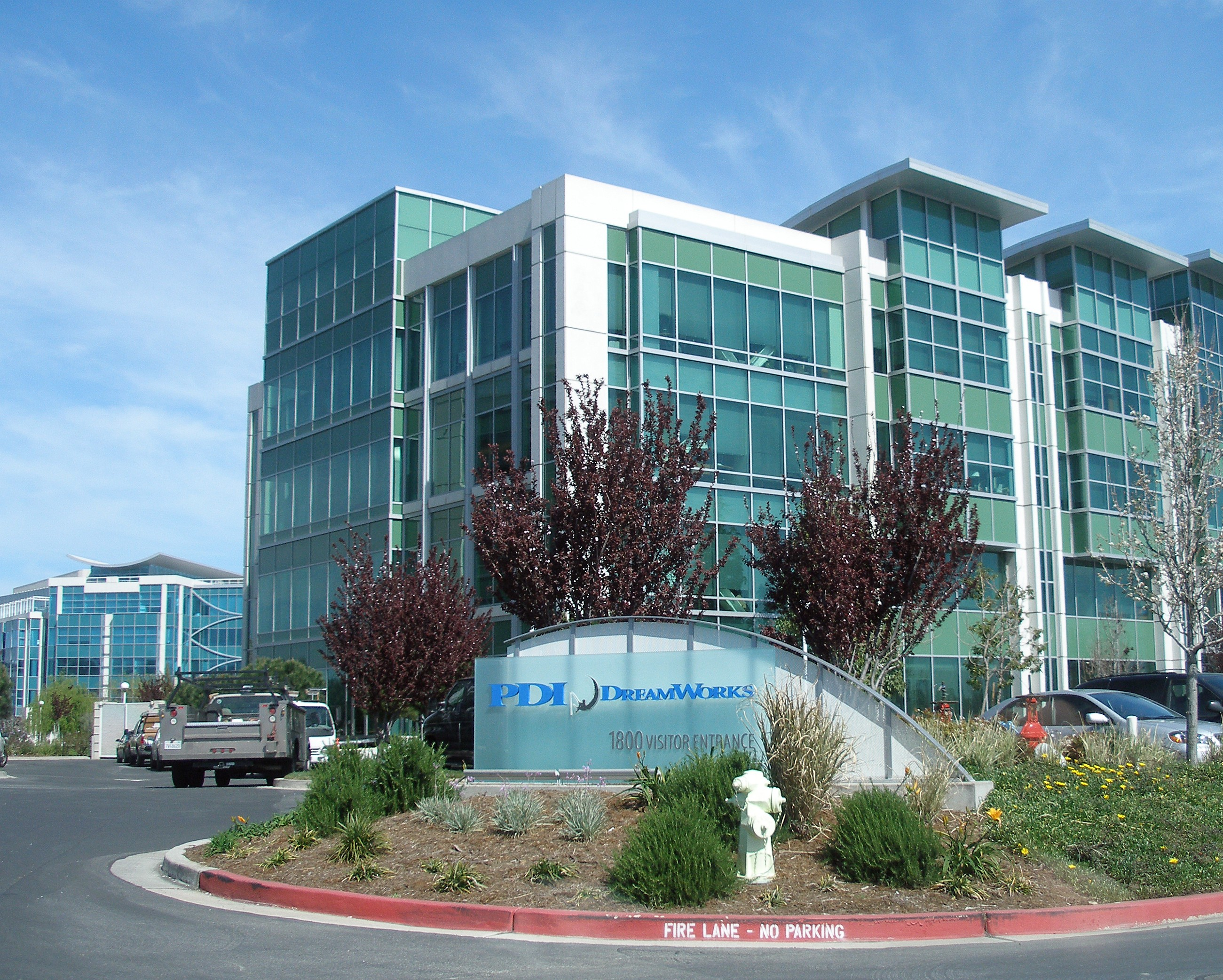
Sede de la antigua empresa PDI/DreamWorks en Redwood City (California)

El 12 de octubre de 1994 un trío de personas en el mundo del entretenimiento, el director de cine y productor Steven Spielberg, el exejecutivo de Disney, Jeffrey Katzenberg y el ejecutivo de música David Geffen, fundaron DreamWorks SKG (nombrado en base a los apellidos de los mencionados anteriormente), también conocido como DreamWorks Pictures. Para construir la base de talentos, Spielberg trajo artistas de su estudio de animación con sede en Londres, Amblimation, que a su vez era la división de animación de su productora de cine y televisión, Amblin Entertainment, mientras que Katzenberg reclutó a algunos de los mejores empleados de animación de Disney. Algunos de los artistas de Amblimation llegaron a DreamWorks en 1995, cuando se completó Balto, la última película del estudio, y el resto lo hizo después del cierre de Amblimation en 1993.
En 1995 DreamWorks firmó un acuerdo de coproducción con Pacific Data Images para formar la subsidiaria PDI, LLC (PDI poseía el 60% de PDI, LLC, mientras que DreamWorks SKG poseía el 40%). Esta nueva unidad produciría largometrajes generados por computadora, comenzando con Antz en 1998. Ese mismo año, lanzaron la cinta El Príncipe de Egipto, que utilizaba tecnología CGI y técnicas de animación tradicionales. 
En 1997 DreamWorks se asoció con Aardman Animations, un estudio británico de animación stop motion, para coproducir y distribuir la película Chicken Run (2000), una película stop motion que ya estaba en preproducción. Dos años más tarde extendieron el acuerdo por cuatro películas adicionales. Con Aardman haciendo stop motion, DreamWorks cubrió los tres estilos principales de animación, además de la tradicional y de computadora. Esta asociación hizo que DreamWorks participara en la producción de películas stop motion en Bristol, y también hizo que Aardman participara en algunas de las películas de CGI realizadas en los Estados Unidos. 
Tres años más tarde, DreamWorks SKG creó DreamWorks Animation, una nueva división comercial que produciría regularmente ambos tipos de largometrajes animados. Ese mismo año, DreamWorks adquirió una participación mayoritaria (90%) en PDI y la reformó en PDI/DreamWorks, la sucursal del norte de California de su nueva división comercial.
En el 2000, sin embargo, DreamWorks Animation presenció su primer fracaso de taquilla por la película de animación tradicional The Road to El Dorado, que representó una pérdida de poco más de $14 millones para el estudio. El mismo año lanzaron la película directa a video Joseph: King of Dreams, otra película de animación tradicional.
En 2001 se estrenó Shrek, la cual se convirtió en la primera ganadora del Premio de la Academia a la Mejor Película de Animación. Debido al éxito de las películas animadas CGI, DreamWorks Animation decidió el mismo año abandonar el negocio de películas animadas dibujadas a mano después de las próximas dos del total de cuatro películas con animación tradicional.
Spirit: el corcel indomable de 2002 y Simbad: La leyenda de los siete mares de 2003 fueron las últimas películas del estudio con animación tradicional, las cuales no lograron cosechar un gran éxito frente a las películas con animación CGI, lo que representó el abandono de la producción de películas animadas en 2D tradicional.
A partir de Shrek 2 en 2004, se esperaba que todas las películas lanzadas, excepto algunas coproducidas con Aardman, se produjeran con CGI. Los estrenos de Shrek 2 y El espantatiburones en el mismo año, convirtieron a DreamWorks Animation en el primer estudio en producir dos largometrajes animados en CGI en un solo año.

### Corporación pública (2004-2012)
La división de animación se separó de su empresa matriz (DreamWorks Pictures) y se convirtió en una empresa pública bajo el nombre DreamWorks Animation SKG, Inc. (que opera como DreamWorks Animation, LLC) el 27 de octubre de 2004, y se comercializa a través de la Bolsa de Nueva York. Katzenberg encabezó la nueva división, mientras que Spielberg y Geffen permanecieron a bordo como inversores y consultores. DreamWorks Animation también heredó intereses en PDI/DreamWorks. Hicieron un acuerdo con su antigua compañía matriz para distribuir doce películas más o hasta el 31 de diciembre de 2006, lo que ocurriera primero.
En 2005 Madagascar y la coproducción con Aardman, Wallace & Gromit: The Curse of the Were-Rabbit fueron las últimas cintas distribuidas por DreamWorks Pictures de forma independiente, y el 31 de enero de 2006, DreamWorks Animation firmó un acuerdo de distribución con Paramount Pictures, que recientemente adquirió el antiguo socio de distribución de DWA, DreamWorks SKG. El acuerdo otorgó a Paramount los derechos mundiales para distribuir todas las películas animadas, incluidas las películas lanzadas anteriormente. En el acuerdo, se dijo que Paramount distribuiría 13 nuevas películas animadas o hasta el 31 de diciembre de 2004, lo que ocurriera primero.
La película Vecinos invasores fue la primera cinta del estudio en ser distribuida por Paramount Pictures, y la asociación entre DreamWorks Animation con Aardman terminó después del lanzamiento de Flushed Away en noviembre de 2006, después de haber entregado tres de cinco películas que tenían establecidas a producir. El anuncio se hizo antes del lanzamiento de la película, el 3 de octubre, citando "diferencias creativas". DreamWorks Animation retuvo la copropiedad de los derechos de todas las películas coproducidas con Aardman, con la excepción de Wallace y Gromit: La Maldición de los Vegetales, de la cual solo conservaron los derechos de distribución mundial.
El 13 de marzo de 2007, DreamWorks Animation anunció que lanzaría todas sus películas, comenzando con Monstruos vs. Aliens en 2009, en 3D estereoscópico. Junto con Intel, desarrollaron conjuntamente una nueva tecnología de creación de películas en 3D, llamada InTru3D.

Logotipo para impresiones sin la mascota utilizado de 2003 a 2014

En 2007, DreamWorks Animation extendió su línea de producción a Bangalore, India, donde establecieron una unidad especial dentro de Technicolor, llamada DreamWorks Dedicated Unit. La unidad es propiedad de Technicolor, pero DreamWorks contrata y capacita a los animadores, quienes luego contribuyen a los proyectos de DreamWorks. DDU al principio solo trabajó en especiales de televisión, como Merry Madagascar en 2005, Scared Shrekless en 2010 y proyectos de DVD. Finalmente, comenzaron a contribuir también a las películas de DreamWorks, comenzando con la animación de parte de El Gato con Botas en 2009.
Desde 2007, el estudio ha sido un invitado habitual en la lista de las 100 mejores empresas para trabajar de la revista Fortune. Como la única compañía de entretenimiento en la lista, se ubicaron en el puesto 47 en 2007, 6 en 2008, 10 en 2009, 14 en 2010, y 12 en 2011.
A partir de 2008, el estudio había planeado lanzar cinco largometrajes en el transcurso de cada dos años, pero al año siguiente el estudio cambió sus planes.
«Pero pasado el 2008, Katzenberg dijo que el estudio actuaría meticulosamente, incluso si eso significa que DreamWorks Animation abandone la idea de lanzar tres películas al año».
En 2008, DreamWorks Animation se convirtió en el primer estudio que lanzó tres largometrajes animados en CGI en un año, con las películas Cómo Entrenar a tu Dragón, Shrek Forever After y Megamind. El mismo año, la compañía compró los derechos cinematográficos de la franquicia de Trolls.
Los empleados de DreamWorks llegan a disfrutar de un desayuno y almuerzo gratis, un beneficio que no se encuentra en muchas otras empresas. En 2009, DreamWorks Animation aparece en la lista de la revista Fortune de las 100 mejores empresas para trabajar, en el número 47. Este es su primer año en la lista, y en su segundo año (2006) ya se encuentran de número 6.

### Diversificación y Expansión (2012 - 2015)
En julio de 2012, DreamWorks Animation ganó una oferta de $155 millones para adquirir Classic Media, que desde entonces ha sido renombrada como DreamWorks Classics. En agosto del mismo año, DreamWorks Animation formó una empresa conjunta con compañías de inversión chinas para establecer una compañía de entretenimiento con sede en Shanghái, llamada Oriental DreamWorks, para desarrollar y producir películas chinas originales y sus derivados.
Según un informe de Los Angeles Times, DreamWorks Animation estaba en conversaciones con Sony Pictures para distribuir sus próximas películas, como los lanzamientos de 2013 de Los Croods y Turbo. El informe también mencionó una posibilidad en la que Sony manejaría la distribución en los Estados Unidos, mientras que 20th Century Fox manejaría la distribución internacional. La renovación del acuerdo con Paramount también fue abierta, pero solo con términos más favorables para Paramount Pictures (incluso ofrecieron una extensión de un año del acuerdo, pero Katzenberg deseaba obtener un mejor trato).
Casi al mismo tiempo, DreamWorks Animation entró en conversaciones con Warner Bros. para un posible acuerdo de distribución también, solo para ser rechazado por el estudio.
El 5 agosto de 2012, DreamWorks Animation firmó un acuerdo de distribución mundial de cinco años con 20th Century Fox.
Sin embargo, el acuerdo no incluía los derechos de distribución de películas previamente lanzadas por Paramount Pictures, DreamWorks Animation adquirió los derechos más adelante en 2014. El Origen de los Guardianes de 2012 fue la última película de DreamWorks Animation distribuida por Paramount Pictures, y Los Croods se convirtió en la primera película de DreamWorks Animation distribuida por 20th Century Fox.
El 11 de abril de 2013, DreamWorks Animation anunció que había adquirido la propiedad intelectual de la franquicia Trolls de la familia Dam y Dam Things. DreamWorks Animation, que tiene "grandes planes para la franquicia", se ha convertido en el licenciatario mundial exclusivo de los derechos de la mercancía, excepto en Escandinavia, donde Dam Things sigue siendo el licenciante. El 1 de mayo, Katzenberg y DreamWorks Animation anunciaron su intención de comprar el canal de YouTube AwesomenessTV, que se finalizó más adelante en el mes.
El mes siguiente, DreamWorks Animation anunció un acuerdo de contenido de varios años para proporcionar 300 horas de contenido original exclusivo al proveedor de medios de transmisión de video por demanda por Internet (streaming), Netflix. Parte de la intención del acuerdo era, en parte, establecer un ingreso más confiable para que DreamWorks Animation se recuperara del riesgo financiero de depender únicamente del mercado del cine teatral. Al día siguiente, DreamWorks Animation completó un acuerdo de licencia de cinco años con Super RTL para comenzar ese septiembre para la biblioteca de Classic Media y la lista de Netflix. Con los acuerdos de Netflix y Super RTL vigentes para la televisión, DreamWorks Animation anunció la contratación de ejecutivos para su nuevo grupo de televisión, DreamWorks Animation Television, a fines de julio. La exejecutiva sénior de Nickelodeon, Margie Cohn, se convirtió en jefa de televisión del grupo. En septiembre de ese mismo año, DreamWorks anunció que había adquirido la biblioteca de televisión de Chapman Entertainment, con sede en Londres, con los programas para distribuir a través de la operación de distribución de televisión de DreamWorks Animation en el Reino Unido.
Al año siguiente, en febrero, DreamWorks Animation anunció la fundación de una nueva división editorial llamada DreamWorks Press, para publicar libros en forma impresa y digital. En junio, DreamWorks Animation adquirió los derechos de Felix the Cat Productions, propiedad de Don Oriolo. El mismo mes, el canal DreamWorksTV debutó en YouTube y fue operado por AwesomenessTV. DreamWorks Animation compró los derechos de distribución de Paramount a la biblioteca anterior a 2017 en julio, y desde entonces, el socio de distribución de DreamWorks Animation, 20th Century Fox, ha distribuido la biblioteca en su nombre hasta 2018, en el cual el estudio hermano de DreamWorks Animation, Universal Pictures, asumió esta tarea. 
Se informó que el estudio fue adquirido dos veces por separado a finales de 2010. Primero, en septiembre se informó que el conglomerado japonés SoftBank estaba en conversaciones para adquirir DreamWorks Animation por un precio de $3.4000 millones, pero al día siguiente, se informó que SoftBank había retirado su oferta. El 12 de noviembre, se informó que Hasbro estaba en conversaciones para comprar DreamWorks Animation en noviembre. Según los informes, la propuesta exige que la compañía combinada tome el nombre de "DreamWorks-Hasbro" y que Jeffrey Katzenberg se convierta en su presidente, pero como cuestión de política, ni Hasbro ni DreamWorks Animation comentan públicamente sobre fusiones y adquisiciones. Dos días después, se informó que las conversaciones fracasaron.
DreamWorks Animation anunció su lanzamiento en el negocio de transmisión de televisión el 9 de diciembre de 2010, creando su propio canal llamado DreamWorks Channel. Con HBO Asia manejando las ventas de afiliados, marketing y servicios técnicos, la red se lanzará en varios países asiáticos (excepto China y Japón) en la segunda mitad de 2011. El canal se estrenó por primera vez en inglés el 1 de agosto de 2011, y un canal con doblaje tailandés se lanzó en septiembre de ese mismo año.
También en diciembre, DreamWorks Animation vendió una participación del 25% en AwesomenessTV por $81.25 millones a Hearst Corporation. El 5 de enero de 2011, DreamWorks Animation anunció que Bonnie Arnold, productora de la franquicia de Cómo entrenar a tu dragón y Mireille Soria, productora de la serie Madagascar, fueron nombrados copresidentes de la división de animación de largometrajes del estudio. Al mismo tiempo, también se anunció que Bill Damaschke dejará su cargo como Director Creativo. Hasta ahora, bajo el mandato actual de Arnold y Soria, firmaron a Jason Reitman y Edgar Wright para trabajar en sus propios debuts de animación. Dos semanas después, PDI/DreamWorks se cerró por completo como parte de los esfuerzos de reestructuración más grandes de su empresa matriz.

### Era de Universal Pictures (2016-presente)
El 7 de abril de 2016, Comcast anunció oficialmente que su división, NBCUniversal tenía la intención de adquirir DreamWorks Animation por $3.8 mil millones, valorando a la compañía en $41 por acción. Jeffrey Katzenberg permanecería involucrado en la empresa como jefe de DreamWorks New Media, pero cedería el control del estudio al CEO de Illumination, Chris Meledandri, quien supervisaría ambos. La venta fue aprobada por los miembros de la junta, pero sujeta a aprobación regulatoria. En el Simposio TMT de Guggenheim Partners, el CEO de NBCUniversal, Steve Burke, discutió cómo la compra de DreamWorks Animation encajaría en sus estrategias comerciales. Burke explicó que Meledandri planeaba "tomar muchas de las franquicias de DreamWorks existentes y agregar valor a medida que creamos nuevas franquicias", y que el objetivo principal era "[tomar] los retornos bajos de un solo dígito del negocio de películas y convertirlo en un tipo diferente de negocio" mediante la creación de una nueva propiedad intelectual que puede comercializarse y adaptarse a las atracciones de los parques temáticos. Burke reafirmó su compromiso con las características animadas, afirmando que Universal podría lanzar hasta cuatro películas animadas por año, divididas entre DreamWorks e Illumination. Burke también describió que la compra sería beneficiosa para la creciente presencia de Universal en China (donde está construyendo un nuevo parque de Universal Studios en Beijing). Las últimas películas de DreamWorks Animation distribuidas por 20th Century Fox fue entre 2017 y 2018 con The Boss Baby, Captain Underpants: The First Epic Movie y Gabby's Dollhouse: The Movie, luego de que 20th Century Fox (ahora 20th Century Studios) se uniera con Disney en 2019.
La compra se cerró el 22 de agosto de 2016; la compañía ahora opera como una división del Universal Filmed Entertainment Group. Aunque un portavoz declaró que Meledandri trabajaría con Universal Pictures para determinar "el camino más efectivo para Illumination y para DreamWorks Animation", no asumió el control de DreamWorks como se anunció anteriormente, y los dos estudios permanecen separados. Bonnie Arnold y Mireille Soria conservaron sus puestos como copresidentes de la división de filmes animados de DreamWorks, mientras que Margie Cohn dirigirá una división de animación de televisión para todo el grupo de Universal Pictures. Las divisiones digital, de marketing, de productos de consumo y juegos de DreamWorks serán absorbidas en NBCUniversal. El 21 de diciembre del mismo año, Mireille Soria renunció a su cargo como copresidenta de la división de filmes animados de DreamWorks.
El 21 de diciembre de 2016, Mireille Soria renunció a su cargo como copresidenta de la división de Animación de funciones de DreamWorks. En enero de 2018, Christopher DeFaria se unió a DreamWorks Animation en el nuevo puesto de presidente del DreamWorks Feature Animation Group. Como presidente, DeFaria supervisará todos los aspectos del negocio de animación de características de DreamWorks Animation, incluida la estrategia de pizarra, desarrollo, producción; innovación y tecnología; y asuntos comerciales. El 15 de febrero de ese mismo año, Universal adquirió una participación minoritaria en Amblin Partners, fortaleciendo la relación entre Universal y Amblin, y reuniendo un porcentaje minoritario de la marca DreamWorks Pictures con DreamWorks Animation.
El 1 de agosto de 2018, se anunció que DreamWorks Animation y Blumhouse Productions estarían trabajando en la primera película animada de Blumhouse, Spooky Jack. Inicialmente, la película se estrenará el 17 de septiembre de 2021, pero se eliminó del calendario de lanzamiento cuando Los Tipos Malos asumió su fecha de lanzamiento.
El 6 de octubre de 2018, se anunció que Abhijay Prakash sería COO de DWA. Más tarde fue ascendido a presidente del Universal Filmed Entertainment Group en febrero de 2019 tras el lanzamiento de Cómo entrenar a tu dragón 3, y DreamWorks Animation posteriormente contrató al exjefe de Sony Pictures Imageworks, Randy Lake, como el nuevo director de operaciones. de la empresa tres meses después. El 13 de noviembre de ese mismo año, se anunció que DreamWorks Animation había comenzado un programa de cortometrajes, llamado DreamWorks Shorts, que mostrará cortometrajes animados originales antes de los largometrajes de DreamWorks Animation, muy similar a lo que hacen Pixar Animation Studios y Walt Disney Animation Studios para sus largometrajes. El primer cortometraje producido bajo el programa fue Bird Karma, que se estrenó en la primavera de 2014. El 2 de febrero de 2014, CMC Capital Partners compró las participaciones de DreamWorks, Shanghai Media Group y Shanghai Alliance Investment en Oriental DreamWorks, siendo propietaria del estudio en su totalidad; Oriental DreamWorks pasó a llamarse Pearl Studio. Pearl Studio colaboró con DreamWorks para producir Abominable, con el regreso de la directora original de la película, Jill Culton.
El 27 de febrero de 2020, DreamWorks Animation anunció que Kelly Betz fue promovida como directora financiera.
El 2 de mayo de 2020, Hulu (una empresa conjunta con Disney hasta que NBCUniversal cedió el control y se convirtió en un socio silencioso en 2019) anunció su primer acuerdo de licencia con DreamWorks Animation, convirtiéndose en el hogar exclusivo de transmisión para futuras películas de DreamWorks Animation, así como películas de la biblioteca. DreamWorks Animation había transmitido exclusivamente a través de Netflix desde 2015. 
El 25 de julio de 2014, Viacom Media Networks anunció que estaba en conversaciones para adquirir AwesomenessTV por una fracción de la valoración de $650 millones de la compañía en 2012. Dos días después, el 27 de julio del mismo año, Viacom adquirió oficialmente AwesomenessTV por $ 25–50 millones e integró a la compañía en Viacom Digital Studios. Jordan Levin dejará su puesto como CEO después de la adquisición. Sin embargo, el acuerdo no incluye el canal de YouTube DreamWorksTV, que aún es retenido por NBCUniversal, donde se integrará en NBCU Digital Enterprises Group, una nueva división de entretenimiento digital dirigida por el presidente Maggie Suniewick. 
El 30 de julio de 2014, Variety informó que el acuerdo vale al menos $50 millones. El 9 de enero de 2015, Christopher DeFaria renunció a su cargo como presidente de la compañía, con la cabeza de DreamWorks Animation Television, Margie Cohn, promovida para supervisar todas las operaciones de cine y televisión.
En enero de 2016, se anunciaron cinco nuevos programas de animación de DreamWorks para Hulu y el nuevo servicio de streaming de NBCUniversal, Peacock.

## Secuencias del logo
El logotipo, adaptado del logotipo del estudio matriz DreamWorks Pictures, consta de un niño pescando en la luna sobre un fondo de cielo de día, aunque las letras llevaban colores. La banda sonora de este logo fue originalmente una adaptación del tema de DreamWorks, sin embargo, tras el éxito mundial de Shrek en 2001, se convirtió en una adaptación abreviada y lenta de "True Love First Kiss" ("El primer beso del verdadero amor", el Love Theme de la banda sonora de Shrek), compuesta por John Powell.
El siguiente cuadro es una lista de las secuencias que aparecen en el logotipo de cada película de DreamWorks Animation.
| Película                                       | Fecha de estreno         | Secuencia | Música de fondo                                     | Notas |
| ---------------------------------------------- | ------------------------ | --- | --------------------------------------------------- | --- |
| Antz                                           | 2 de octubre de 1998     | Se muestra el logo original de DreamWorks SKG. | "Z's Theme"                                         | La primera película del estudio. |
| The Prince of Egypt                            | 18 de diciembre de 1998  | Se muestra el logo original de DreamWorks SKG. | Deliver Us                                          | La segunda película del estudio. La primera película del estudio en animación tradicional. Ganadora del Óscar a la mejor canción original en 1999. Primera película basada en un libro, en este caso en el libro del Éxodo de la Biblia.                                                                     |
| The Road to El Dorado                          | 31 de marzo de 2000      | Se muestra el logo original de DreamWorks SKG y luego hace un paneo para introducir la canción "El Dorado" junto con el título. | El Dorado                                           | |
| Chicken Run                                    | 23 de junio de 2000      | Se muestra el logo original de DreamWorks SKG. | "Opening Escape"                                    | La primera película del estudio en ser animada por Stop Motion. La primera película en colaboración con Aardman Animations. |
| Joseph: King of Dreams                         | 7 de noviembre de 2000   | Se muestra el logo original de DreamWorks SKG. | More Than You Take                                  | La primera película del estudio en ser lanzada directo a video. La primera precuela del estudio. Segunda película basada en un libro, en este caso en el libro del Génesis de la Biblia. |
| Shrek                                          | 18 de mayo de 2001       | Se muestra el logo original de DreamWorks SKG, en las letras S del logo, se forma la S característica de Shrek con las orejas de ogro y el color verde. | "Fairy tale"                                        | La tercera película del estudio en estar basada en un libro. La primera en ganar el Óscar a la mejor película animada en 2002. En 2020, fue incluida en el National Film Registry por la American Film Institute para su preservación por ser considerada narrativa, cultural y estéticamente significativa. |
| Spirit: Stallion of the Cimarron               | 24 de mayo de 2002       | Se muestra el logo original de DreamWorks SKG. | Homeland                                            | Nominada al premio Óscar a la mejor película animada. |
| Sinbad: Legend of the Seven Seas               | 2 de julio de 2003       | Se muestra el logo original de DreamWorks SKG, bajando hasta ver a Eris. | "Let the Games Begin"                               | La última película del estudio con animación tradicional. Cuarta película basada en un libro, en este caso la historia de Simbad el Marino, parte de Las mil y una noches. |
| Shrek 2                                        | 19 de mayo de 2004       | Se muestra una nueva secuencia en la que el niño pescador sube con unos globos, posteriormente se sienta en la luna para pescar y los suelta, finalmente se revientan formando el logo de DreamWorks Animation con las letras de varios colores. | "True Love First Kiss"                              | La primera secuela del estudio. Nominada al premio Óscar a la mejor película animada. |
| Shark Tale                                     | 1 de octubre de 2004     | La secuencia es igual a Shrek 2, pero finaliza con el niño pescador lanzando su caña al océano, con un gusano gritando en ella hasta caer en el mar. | "True Love First Kiss"                              | Nominada al premio Óscar a la mejor película animada. |
| Madagascar                                     | 27 de mayo de 2005       | La secuencia es igual a Shrek 2. | "Born Free"                                         | |
| Wallace & Gromit: The Curse of the Were-Rabbit | 7 de octubre de 2005     | Se utiliza una versión más corta comparada con la de Shrek 2 y Madagascar, al final se añade el logo de Aardman. | "A Grand Day Out"                                   | Ganadora del Óscar a la mejor película animada en 2006. Última película distribuida por DreamWorks Pictures. |
| Over the Hedge                                 | 19 de mayo de 2006       | La secuencia es la misma que Shrek 2 y Madagascar, solo que no dice nada abajo de "DreamWorks". | "The Family awakes"                                 | Primera película distribuida por Paramount Pictures. |
| Flushed Away                                   | 3 de noviembre de 2006   | Solo las letras "SKG" aparecen abajo de "DreamWorks". | "London Intro"                                      | Última película del estudio en colaboración con Aardman Animation. |
| Shrek the Third                                | 18 de mayo de 2007       | Las nubes del logo se vuelven las del cielo de "Muy muy Lejano", la escena continua bajando hasta llegar a un escenario donde se encuentra El Príncipe Encantador. | "True Love First Kiss"                              | Secuela de Shrek 2. |
| Bee Movie                                      | 2 de noviembre de 2007   | El protagonista de la película, Barry Benson, pica al niño pescador que está a punto de sentarse en la luna, y este cae, después Barry se sienta en su lugar. | "True Love First Kiss"                              | |
| Kung Fu Panda                                  | 6 de junio de 2008       | El niño pescador es sustituido por un gato pescador de animación típica de China, que escala las nubes hasta llegar a la luna para después desenfundar su caña de pescar y jalar el logo de "DreamWorks Animation SKG", entonces la luna, el gato pescador, y el logo se tornan de un color dorado la vez que se escucha el sonido de un gong. | "True Love First Kiss" (Versión China)              | Nominada al premio Óscar a la mejor película animada. |
| Madagascar: Escape 2 Africa                    | 7 de noviembre de 2008   | Se usa una versión corta. Luego de que el niño pescador se sentara en la luna y aparecieran las letras de "DreamWorks Animation SKG". Los pingüinos: Skipper, Kowalski, Rico y Cabo golpean al niño pescador y lo desmayan, haciendo que tire su caña. Después de sacar de la luna al niño pescador, Skipper levanta un pescado con la caña y dice: «Muy bien muchachos, habrá sushi congelado para desayunar». | "True Love First Kiss"/"Once Upon A Time In Africa" | Secuela de Madagascar. |
| Monsters vs. Aliens                            | 27 de marzo de 2009      | Se usa una versión más corta. La escena transcurre en blanco y negro y después se muestra como el niño pescador es secuestrado por un Ovni y la cinta se quema. | "True Love First Kiss (Segmento)"                   | |
| How to Train Your Dragon                       | 26 de marzo de 2010      | Primera película con un logo diferente, las letras de "DreamWorks Animation SKG" dejan de ser de distintos colores para volver a ser blancas. El niño ondea la caña hacia enfrente, deshaciendo las nubes. Se ve la silueta de Toothless volando por el cielo estrellado del fondo y posteriormente el logo se diluye en el agua para mostrar a la tierra de Berk. | "This Is Berk"                                      | Quinta película basada en un libro. Nominada al premio Óscar a la mejor película animada. |
| Shrek Forever After                            | 21 de mayo de 2010       | La secuencia es igual a la de Cómo Entrenar a tu Dragón sin la silueta de Toothless. | "True Love First Kiss"                              | Secuela de Shrek Tercero. |
| Megamind                                       | 5 de noviembre de 2010   | La secuencia es igual a la de Shrek Para Siempre, pero al final de la secuencia se muestra una luz brillante y ahí aparece Megamente cayendo del cielo. | "True Love First Kiss Epic Version"                 | |
| Kung Fu Panda 2                                | 26 de mayo de 2011       | Se ve el Árbol de durazno de la sabiduría celestial, todos sus pétalos se van volando hasta la luna, con los que se forma Oogway, quien con su bastón jala el logo de "DreamWorks Animation SKG". | "Ancient China"                                     | Secuela de Kung Fu Panda. Nominada al premio Óscar a la mejor película animada. |
| Puss in Boots                                  | 28 de octubre de 2011    | La secuencia es igual que Shrek Forever After y Megamente, solo que cuando el pescador lanza la caña, se escucha el sonido de un latigazo. | "Bad Kitty"                                         | Spin-Off de la franquicia de Shrek. Primera película Spin-Off del estudio. Nominada al premio Óscar a la mejor película animada. |
| Madagascar 3: Europe's Most Wanted             | 8 de junio de 2012       | La secuencia es igual que Megamente y El Gato con Botas, salvo que el fondo se cambia de noche a día. | "Party Party Party"                                 | Secuela de Madagascar 2: Escape de África. |
| Rise of the Guardians                          | 21 de noviembre de 2012  | La secuencia es igual a El Gato con Botas y Madagascar 3, pero en el transcurso, caen copos de nieve y el niño pescador es reemplazado por Jack Frost. | "Rise of The Guardians"                             | Última película distribuida por Paramount Pictures. |
| The Croods                                     | 22 de marzo de 2013      | Aparece el logo de 20th Century Fox y luego el logo de "DreamWorks Animation SKG" dibujado en una cueva. | "Prologue"                                          | Primera película distribuida por 20th Century Fox. Nominada al premio Óscar a la mejor película animada. |
| Turbo                                          | 17 de julio de 2013      | La secuencia es igual que en Shrek Para Siempre, solo que es un día nublado y las nubes son el cielo de la primera carrera. | "Indi-500"                                          | |
| Mr. Peabody & Sherman                          | 7 de marzo de 2014       | La secuencia es igual que en Shrek Para Siempre, solo que el niño pescador es reemplazado por Sherman. | "Mr. Peabody's Prologue"                            | La primera película del estudio en estar basada en historietas. |
| How to Train Your Dragon 2                     | 13 de junio de 2014      | Arriba del logo DreamWorks aparece "20 AÑOS", debido a su 20 aniversario y la luna es representada como un 0. La secuencia es igual a la de Shrek Para Siempre, pero el logo se diluye en el agua luego de que un Dragón pase encima de ella. | "Dragon Racing"                                     | Secuela de Cómo Entrenar a tu Dragón. Nominada al premio Óscar a la mejor película animada. |
| Penguins of Madagascar                         | 26 de noviembre de 2014  | Se muestra la misma imagen de DreamWorks 20 años que se ve en Cómo Entrenar a tu Dragón 2. Se ve el logo de DreamWorks esculpido en un témpano de hielo, aunque el niño pescador luego se deshace y en su lugar aparecen los pingüinos pescando. | "Antartica"                                         | Spin-off de la franquicia de Madagascar. |
| Home                                           | 27 de marzo de 2015      | Aparece el niño pescador sentado en la luna, pero después es absorbido por un tubo y reemplazado por Oh. | "Symphony in Oh"                                    | |
| Kung Fu Panda 3                                | 29 de enero de 2016      | Se ve a Po subiendo las escaleras, agotándose cada vez más. Finalmente llega a la cima sentándose en la luna y pesca el "DreamWorks Animation SKG". | "Panda Po (Versión de flautas)"                     | Secuela de Kung Fu Panda 2. |
| Trolls                                         | 4 de noviembre de 2016   | La secuencia es igual que en Shrek Para Siempre, pero acelerado, al final todo aparece en un fondo animado rodeado por figuras de colores y el logo está formado por letras hechas de lentejuelas brillantes. Al niño pescador se le añade un cabello como el de los personajes. | "True Love First Kiss (Versión Coral)"              | Primera película distribuida en DVD y Blu-ray por Universal Pictures Home Entertainment. |
| The Boss Baby                                  | 31 de marzo de 2017      | Se muestra un móvil colgante para bebés y los decorativos del móvil son las lunas con sus respectivos pescadores. En la parte superior aparece el logo de DreamWorks Animation SKG. | "True Love First Kiss" (versión móvil)              | Sexta película basada en un libro. Nominada al premio Óscar a la mejor película animada. |
| Captain Underpants: The First Epic Movie       | 2 de junio de 2017       | La secuencia es igual que en Shrek Para Siempre, Megamente y El Gato con Botas, con Jorge y Berto cantando en el fondo muy desafinados. | "True Love First Kiss"                              | Última película distribuida por 20th Century Fox. Segunda película basada en historietas. |
| How to Train Your Dragon: The Hidden World     | 22 de febrero de 2019    | Inicia con el logo de Universal Pictures, posteriormente se muestra una nueva secuencia, esta vez, la secuencia atraviesa unas nubes que aparecen mientras cambia de día a tarde y de tarde a noche mostrando finalmente el actual logo de DreamWorks, ahora el niño pescador y la luna están adentro de un círculo blanco, debajo esta la leyenda "A COMCAST COMPANY", simbolizando que ahora la multinacional Comcast es la empresa dueña de DreamWorks Animation. | "DreamWorks Animation Fanfare"                      | Secuela de Cómo Entrenar a tu Dragón 2. Primera película distribuida por Universal Pictures. Nominada al premio Óscar a la mejor película animada. |
| Abominable                                     | 27 de septiembre de 2019 | La secuencia es igual que Cómo Entrenar a tu Dragón 3. | "DreamWorks Animation Fanfare"                      | Película producida en colaboración con el estudio de animación de la República Popular China, Pearl Studios (Propiedad de DreamWorks). |
| Trolls World Tour                              | 10 de abril de 2020      | Inicia con una secuencia de un collage de varias escenas de películas de DreamWorks Animation, hasta que Guy Diamond aparece en pantalla y estornuda brillantina, y cuando se deshace, se muestra el logo de aniversario DreamWorks: 25 YEARS. El niño pescador es reemplazado por un Rock Troll y la caña de pescar es reemplazada por una guitarra eléctrica, todo ocurre en un libro de recortes. | "DreamWorks Animation Fanfare"                      | Secuela de Trolls. |
| The Croods: A New Age                          | 25 de noviembre de 2020  | El niño pescador es reemplazado por Brazo, sosteniendo una antorcha en lugar de una caña de pescar. | "Prologue"                                          | Secuela de Los Croods. |
| Spirit Untamed                                 | 4 de junio de 2021       | La secuencia es igual a la de Cómo Entrenar a tu Dragón 3 y Abominable. Al final de la secuencia se muestra una luz brillante y ahí aparece Milagro, la madre de Fortuna, cabalgando. | "Be Fearless, Fortuna!"                             | Secuela de Spirit: El Corcel Indomable. |
| The Boss Baby: Family Business                 | 2 de julio de 2021       | La secuencia es igual que The Boss Baby. Al final de la secuencia, se muestra una luz brillante y aparece el título de la película. | "True Love First Kiss" (versión móvil)"             | Secuela de The Boss Baby. |
| Trollhunters: Rise of the Titans               | 21 de julio de 2021      | En una capsula aparecen varias escenas de la serie y al final aparece Jim en la luna de color verde alzando su espada. | "True Love First Kiss"                              | Primera película del estudio en tener colaboración con Studio Mir. Primera película en tener colaboración con Netflix. Segunda película en ser lanzada directa a video. |
| The Bad Guys                                   | 22 de abril de 2022      | El niño pescador es reemplazado por el Sr. Lobo, que escala hasta llegar a la luna con ayuda de un garfio y posteriormente se sienta a descansar. | "The Big Bad Wolf"                                  | Séptima película basada en un libro. |
| Puss in Boots: The Last Wish                   | 21 de diciembre de 2022  | Primera película con el nuevo logo actual, el cual comienza con un plano del niño pescador en su posición normal. Luego, se observa como se vuelve dorado y se comienza a mover en el espacio donde aparecen diferentes personajes de franquicias anteriores (En orden: Los Tipos Malos, Toothless (Cómo Entrenar a tu Dragón), Po (Kung Fu Panda), Ted Templeton Jr. (The Boss Baby) y Poppy (Trolls). Después de su transición en una burbuja, cambiamos a un atardecer en la ciénaga de Shrek observándolo junto a Fiona y a Burro, quienes saludan al niño pescador, el cual sube de nuevo regresando al inicio y comienza a pescar, mientras las palabras "DreamWorks A COMCAST COMPANY" se forman debajo, completando el logo. | "True Love First Kiss"                              | Secuela de El Gato con Botas. Nominada al premio Óscar a la mejor película animada. |
| Ruby Gillman, Teenage Kraken                   | 30 de junio de 2023      | La secuencia es igual que Gato con Botas: El último deseo. Al final de la secuencia el logo se diluye entre medusas en el océano. | "True Love First Kiss"                              | |
| Trolls Band Together                           | 17 de noviembre de 2023  | Se presenta una nueva variante del logo actual con una nueva rotación de personajes de DreamWorks Animation, en orden: Los Tipos Malos, Toothless (Cómo Entrenar a tu Dragón), Alex el León y Marty la Cebra (Madagascar), Eep Crood (The Croods) y el Gato con Botas, cortando con su espada a la secuencia base de Shrek. Al final de la secuencia el logo se vuelve en una versión de portada de álbum con recortes. | "True Love First Kiss"/"Perfect"                    | Secuela de Trolls World Tour. |
| Orion and the Dark                             | 2 de febrero de 2024     | Aparece el logo de Netflix y luego se ve a Orión dibujado en la luna y al final enciende la luz, con las letras de DreamWorks nuevamente a colores. | "True Love First Kiss"                              | Segunda película en tener colaboración con Netflix. Tercera película lanzada directa a video. |
| Megamind vs. the Doom Syndicate                | 1 de marzo de 2024       | Se muestra el logo de Peacock y aparece el logo de DreamWorks de noche pero el niño pescador no aparece y al final es solo una imagen mostrada por los Cerebots y se muestra a Megamente presentandose a los espectadores. | "True Love First Kiss"                              | Secuela de Megamind. Segunda secuela del estudio en no estrenarse en cines. Primera película en colaboración con Peacock. Cuarta película lanzada directo a video. |
| Kung Fu Panda 4                                | 8 de marzo de 2024       | La secuencia es igual que Trolls Band Together. Al final de la secuencia la luna del logo se vuelve una luna llena en el cielo del Valle de la Paz. | "True Love First Kiss"/"Tai Lung Has Returned"      | Secuela de Kung Fu Panda 3. |
| The Wild Robot                                 | 27 de septiembre de 2024 | La secuencia es igual que Trolls Band Together y Kung Fu Panda 4. Al final de la secuencia cae un rayo en el cielo de fondo que provoca una tormenta. | "True Love First Kiss"                              | Octava película basada en un libro. Nominada al premio Óscar a la mejor película animada. |
| Dog Man                                        | 31 de enero de 2025      | La secuencia es igual que Trolls Band Together, Kung Fu Panda 4 y Robot Salvaje. Roz de Robot Salvaje ahora es quien reemplaza a los Tipos Malos como el primer personaje de la selección. Adicionalmente, al final vuelven a aparecer Shrek, Fiona y Burro pero ahora acompañados por Jenji, quien se encuentra en el lomo de Burro. | "True Love First Kiss/Roger That"                   | Spin-off de Captain Underpants: The First Epic Movie. Tercera película basada en historietas. |

## Asociaciones
DreamWorks Animation tiene en curso una asociación con HP, el estudio trabajaba exclusivamente con servidores de HP. En 2001, AMD 3 años firmó un acuerdo para proporcionar los procesadores de estudio. Esta relación terminó en 2004 y DreamWorks anunció que van a utilizar los procesadores Intel para futuras producciones.

## Consejo de administración
Los siguientes ejecutivos se encuentran en el Consejo de Administración de DreamWorks SKG Animation, Inc.:
- Roger Enrico, presidente de animación de DreamWorks SKG Inc.
- Jeffrey Katzenberg, director ejecutivo de animación DreamWorks SKG, Inc. / Cofundador de DreamWorks.
- Lew Coleman, presidente de Animación DreamWorks SKG, Inc.
- Mellody Hobson, presidente de Ariel Capital Management
- Nathan Myhrvold,  jefe ejecutivo de Empresas Intelectual
- Richard Sherman, director ejecutivo de la Empresa David Geffen
- Karl von der Heyden, vicepresidente y director financiero de Pepsico, Inc.
- Judson Green, presidente y director Ejecutivo de NAVTEQ
- Michael Montgomery, presidente del Condado de Montgomery & Co.
- Thomas E. Freston, ex CEO de Viacom
- Harry (Ir) Brittenham, director

## Premios y nominaciones
Edwin R. Leonard, director de tecnología de DreamWorks Animation, ganó un premio especial en los Annies 2008 para conducir su trabajo innovador con Open Source y Linux.

### Premios Óscar
| Año  | Categoría                                          | Película                                        | Resultado |
| ---- | -------------------------------------------------- | ----------------------------------------------- | --------- |
| 1999 | Mejor canción original ("When You Believe")        | El Príncipe de Egipto                           | Ganador   |
| 1999 | Mejor banda sonora original                        | El Príncipe de Egipto                           | Nominado  |
| 2002 | Mejor película animada                             | Shrek                                           | Ganador   |
| 2002 | Mejor guion adaptado                               | Shrek                                           | Nominado  |
| 2003 | Mejor película animada                             | Spirit: El Corcel Indomable                     | Nominado  |
| 2005 | Mejor película animada                             | El Espantatiburones                             | Nominado  |
| 2005 | Mejor película animada                             | Shrek 2                                         | Nominado  |
| 2005 | Mejor canción original ("Accidentally in Love")    | Shrek 2                                         | Nominado  |
| 2006 | Mejor película animada                             | Wallace y Gromit: La Maldición de los Vegetales | Ganador   |
| 2009 | Mejor película animada                             | Kung Fu Panda                                   | Nominado  |
| 2011 | Mejor película animada                             | Cómo Entrenar a tu Dragón                       | Nominado  |
| 2011 | Mejor banda sonora                                 | Cómo Entrenar a tu Dragón                       | Nominado  |
| 2012 | Mejor película animada                             | Kung Fu Panda 2                                 | Nominado  |
| 2012 | Mejor película animada                             | El Gato con Botas                               | Nominado  |
| 2014 | Mejor película animada                             | Los Croods                                      | Nominado  |
| 2015 | Mejor película animada                             | Cómo Entrenar a tu Dragón 2                     | Nominado  |
| 2017 | Mejor canción original ("Can't Stop the Feeling!") | Trolls                                          | Nominado  |
| 2018 | Mejor película animada                             | The Boss Baby                                   | Nominado  |
| 2020 | Mejor película animada                             | Cómo entrenar a tu dragón 3                     | Nominado  |
| 2023 | Mejor película animada                             | El Gato con Botas: El Último Deseo              | Nominado  |
| 2025 | Mejor película animada                             | Robot salvaje                                   | Nominado  |
| 2025 | Mejor banda sonora original                        | Robot salvaje                                   | Nominado  |
| 2025 | Mejor sonido                                       | Robot salvaje                                   | Nominado  |